# Mirjana Rakić
Mirjana Rakić (Bunić, 7. ožujka 1948.), jugoslavenska i hrvatska novinarka. Najveći dio svog profesionalnog rada provela u redakciji vanjske politike na Televiziji Zagreb i kasnije Hrvatskoj radioteleviziji. Na Teleiziji Zagreb počela je raditi 1971. godine. 2005. godine Mirjani Rakić je dodijeljena Novinarska nagrada Maja Miles „radi izbora tema koje donose novi i drugačiji senzibilitet u hrvatski javni prostor i produbljivanja svijesti o ljudskim pravima i položaju žena na globalnoj razini“. U karijeri je među mnogima drugima intervjuirala i Jasera Arafata, Margaret Thatcher i Moamera Gadafija. Hrvatski sabor imenovao je Mirjanu Rakić kao predsjednicu Vijeća za elektroničke medije i ravnateljicu Agencije za elektroničke medije 1. veljače 2014 uz odlukom predviđeni datum kraja mandata 3. veljače 2019. Zastupnici oporbene Hrvatske demokratske zajednice glasovali su protiv imenovanja Mirjane Rakić na čelno mjesto Agencije tvrdeći kako je novinarka nakon smrti Franje Tuđmana navodno izjavila kako je on za nju bio ratni zločinac. Prije dolaska na čelo Agencije, Rakić je od srpnja 2012. bila na mjestu vršitelja dužnosti ravnatelja Hrvatske radiotelevizije. Mirjana Rakić je iskazivala otvorenu podršku hrvatskom članstvu u Europskoj uniji i proeuropske stavove za vrijeme procesa pregovaranja i pristupanja u punopravno članstvo. U intervjuu koji je u prosincu 2015. godine dala Hrvatskom novinarskom društvu navodi se kako Rakić nikada nije radila u komercijalnim medijskim kućama. Mirjana Rakić je u jednom intervjuu izjavila da je po nacionalnosti Srpkinja iz Hrvatske i da je bila članica Saveza komunista Hrvatske, ali da je unatoč tome u devedesetima zbog profesionalnosti uspjela sačuvati radno mjesto kada su drugi kolege iz istih razloga gubili posao. U 2015. godini Mirjana Rakić je obnašala funkciju predsjednice Mediteranske mreže regulatornih tijela čiji su dio nacionalna medijska regulatorna tijela iz Jordana, Izraela, Libanona, Cipra, Turske, Moldavije, Grčke, Makedonije, Albanije, Kosova, Srbije, Crne Gore, Bosne i Hercegovine, Hrvatske, Italije, Tunisa, Francuske, Maroka, Španjolske i Portugala.

## Oduzimanje licence Z1 televiziji
U siječnju 2016, za vrijeme njezina mandata, Vijeće za elektroničke medije kaznilo je Z1 televiziju oduzimajući joj koncesiju na tri dana zbog govora mržnje nakon što je voditelj ove lokalne televizije Marko Jurič upozorio građane da ne hodaju u blizini sjedišta Srpske pravoslavne crkve u Zagrebu, jer bi im "djecu četnik mogao zaklati". Nakon odluke vijeća organizirani su nacionalistički prosvjedi na kojima se prema procjenama policije okupilo oko 5000 osoba među kojima su neki uzvikivali ustaški pozdrav za dom spremni dok je vođa prosvjednika Velimir Bujanec Mirjani Rakić donio četničku kapu. Na prosvjedima je sudjelovao i tada novi potpredsjednik Hrvatskog sabora Ivan Tepeš iz Hrvatske stranke prava dr. Ante Starčević.